# Etiopia ai XX Giochi olimpici invernali
L'Etiopia ha partecipato ai XX Giochi olimpici invernali di Torino, che si sono svolti dal 10 al 26 febbraio 2006, con una delegazione formata da un solo atleta.

## Sci di fondo
L'unico atleta etiope partecipante, Teklemariam, fu escluso per cinque giorni in seguito all'esito di test che mostravano un livello anomalo dell'emoglobina nel sangue, ma successivamente gli fu permesso di gareggiare visti i risultati di un secondo test di controllo.
| Gara                   | Atleta            | Tempo d'arrivo | Posizione |
| ---------------------- | ----------------- | -------------- | --------- |
| 15 km tecnica classica | Robel Teklemariam | 47'53"8        | 83        |